# How to Let Go
How to Let Go é o segundo álbum de estúdio da cantora pop norueguesa Sigrid, lançado em 6 de maio de 2022 pela Island Records. O álbum foi precedido por quatro singles: "Mirror", "Burning Bridges", "It Gets Dark" e "Bad Life" com Bring Me The Horizon.

## Antecedentes
No ínicio de 2020, após o encerramento do "Sucker Punch Tour", com o repertório baseado, principalmente, em seu álbum de estreia "Sucker Punch", Sigrid revelou que voltaria ao estúdio para gravar novas músicas. Em seguida, foi para Londres, onde trabalhou com a compositora Emily Warren, mas com o início da Pandemia de COVID-19, a cantora norueguesa voltou para sua cidade natal. Entre julho e agosto, em Copenhaga, trabalhou em novas músicas com o produtor Sly e a compositora Caroline Ailin. Em 26 de maio de 2021, Sigrid lançou seu primeiro single "Mirror" e, em agosto de 2021, lançou o single "Burning Bridges.
Em 2022, ela lançou o single não incluído no álbum, "Head On Fire", em parceria com a cantora Griff e, em 11 de março de 2022, lançou seu terceiro single "It Gets Dark" e anunciou oficialmente o álbum "How to Let Go" e sua data de lançamento para 6 de maio de 2022. Em 21 de abril, Sigrid lançou "Bad Life", com Bring Me The Horizon.

## Faixas
| N.º            | Título                                | Compositor(es)                                | Duração |  |
| 1.             | "It Gets Dark"                        | Sigrid Raabe Emily Warren Slyvester Sivertsen | 3:23    |  |
| 2.             | "Burning Bridges"                     | Sigrid Caroline Ailin Sivertsen               | 2:52    |  |
| 3.             | "Risk of Getting Hurt"                | Sigrid Ailin Sivertsen                        | 3:00    |  |
| 4.             | "Thank Me Later"                      | Sigrid Ailin Sivertsen                        | 3:30    |  |
| 5.             | "Mirror"                              | Sigrid Ailin Sivertsen Warren                 | 2:36    |  |
| 6.             | "Last to Know"                        | Sigrid Ailin Sivertsen                        | 3:12    |  |
| 7.             | "Dancer"                              | Sigrid Ailin Sivertsen                        | 2:46    |  |
| 8.             | "A Driver Saved My Life"              | Sigrid Ailin Sivertsen                        | 2:47    |  |
| 9.             | "Mistake Like You"                    | Sigrid Warren Martin Sjølie                   | 3:31    |  |
| 10.            | "Bad Life (com Bring Me the Horizon)" | Sigrid Oliver Sykes Jordan Fish               | 3:47    |  |
| 11.            | "Grow"                                | Sigrid John Hill Sarah Aarons                 | 3:14    |  |
| 12.            | "High Note"                           | Sigrid Ailin Sivertsen Andreas Lundstedt      | 2:53    |  |
| Duração total: | Duração total:                        | Duração total:                                | 37:31   |  |